# Вилхелм Хауф
Вилхелм Хауф (на немски: Wilhelm Hauff) е известен германски поет и писател.
Най-популярните му творби са приказките „Малкият Мук“, „Халифът Щърк“, „Корабът на призраците“ (действието им се развива в Ориента), както и „Джуджето Дългоноско“, „Студеното сърце“, „Странноприемницата в Шпесарт“ (действието им се развива в Германия).

## Биография
Хауф е роден в Щутгарт, син на Август Фридрих Хауф, секретар в Министерството на външните работи на Вюртемберг, и Хедвиг Вилхелмин Елзасер Хауф, като второто от четири деца.
Младият Хоуф загубва баща си, когато е на седем години, а ранното му образование е практически самостоятелно придобито в библиотеката на дядо му по майчина линия в Тюбинген, където майка му се мести след смъртта на съпруга си. През 1818 г. е изпратен в Klosterschule в Blaubeuren, а през 1820 г. започва да учи в Тюбингенски университет, където за четири години завършва философски и богословски науки в Тюбингенската богословска семинария.

## Трудове
След като напуска университета, Хауф става наставник на децата на вюртембергския военен министър, генерал барон Ернст Еуген фон Хюгел (1774 – 1849), и за тях пише своите Märchen (приказки), които публикува в своя Märchen almanach auf das Jahr 1826 (Приказен алманах от 1826 г.). Някои от тези истории са много популярни в немскоговорещите страни и до днес, като Der Kleine Muck (Малкият Мук), Халифът Щърк и Die Geschichte von dem Gespensterschiff (Корабът на призраците) – действието им е в Ориента; както и Der Zwerg Nase (Джуджето Дългоноско), Das kalte Herz (Студено сърце) и Das Wirtshaus im Spessart (Странноприемницата в Шпесарт), действието им е в Германия. Докато е там, той написва и първата част от Mitteilungen aus den Memoiren des Satan (1826; Страници от мемоарите на Сатаната) и Der Mann im Mond (1825; Човекът от Луната). Последното е пародия на сантименталните и чувствени романи на Хайнрих Клаурен (псевдоним на Карл Готлиб Самюел Хьон, 1771 – 1854). В резултат Клаурен печели иск за обезщетение срещу Хауф, а също предприема своеобразна атака срещу цялото творчество на Хауф. В отговор Хауф написва саркастичната новела Kontroverspredigt über H. Clauren und den Mann im Mond (Спорната проповед на Х. Клаурен за „Човекът от Луната“), с която постига първоначалната си цел: моралното унищожение на сладникавата и нездрава литература, с която Клаурен наводнява страната.
В същото време, вдъхновен от романите на сър Уолтър Скот, Хауф написа историческия роман „Лихтенщайн“ (Lichtenstein: Romantische Sage aus der wuerttembergischen Geschichte), който става изключително популярен в Германия и особено в Швабия, тъй като разказва за един от най-интересните моменти от историята на тази страна – царуването на херцог Улрих (1487 – 1550). Този роман вдъхновява наследника на херцога, Вилхелм, херцог на Урах, да възстанови рушещия се замък в съответствие с описанието на Хауф.
Докато пътува до Франция, Холандия и Северна Германия, той написва втората част на Memoiren des Satan и някои кратки романи, сред които и очарователния Die Bettlerin vom Pont des Arts и неговия шедьовър, новелата Phantasien im Bremer Ratskeller. Той също така публикува няколко кратки стихотворения, които стават народни песни, сред тях „Morgenrot, Morgenrot, leuchtest mir zum frühen Tod?“ и „Steh ich in finstrer Mitternacht“. Новелата Jud Süß е публикувана през 1827 година.
През януари 1827 г. Хауф поема редакцията на вестника Stuttgart Morgenblatt, а през следващия месец се омъжва за братовчедката си Луис Хауф, в която е бил влюбен от детството си. На 10 ноември 1827 г. се ражда дъщеря му, Вилхелмина, а след осем дни, на 18 ноември, той умира от коремен тиф.

## Литературни произведения

### Приказки
Годишник приказки от 1826 г. за синове и дъщери от знатни съсловия (на немски: Märchen-Almanach auf das Jahr 1826 für Söhne und Töchter gebildeter Stände)
- Керванът (на немски: Die Karawane):
  - Халифът Щърк (на немски: Die Geschichte vom Kalif Storch);
  - Корабът на призраците (на немски: Die Geschichte von dem Gespensterschiff);
  - Отсечената ръка (на немски: Die Geschichte von der abgehauenen Hand);
  - Спасението на Фатме (на немски: Die Errettung Fatmes);
  - Малкият Мук (на немски: Die Geschichte vom kleinen Muck);
  - Мнимият принц (на немски: Das Märchen vom falschen Prinzen).

Годишник приказки от 1827 г. за синове и дъщери от знатни съсловия (на немски: Märchen-Almanach auf das Jahr 1827 für Söhne und Töchter gebildeter Stände)
- Александрийският шейх и неговите роби (на немски: Der Scheik von Alessandria und seine Sklaven):
  - Джуджето Дългоноско (на немски: Der Zwerg Nase);
  - Абнер, евреинът, който нищо не видял  (на немски: Abner, der Jude, der nichts gesehen hat);
  - Младият англичанин (на немски: Der Affe als Mensch);
  - Историята на Алмансор (на немски: Die Geschichte Almansors).

Годишник приказки от 1828 г. за синове и дъщери от знатни съсловия (на немски: Märchen-Almanach auf das Jahr 1828 für Söhne und Töchter gebildeter Stände)
- Странноприемницата в Шпесарт (на немски: Das Wirtshaus im Spessart):
  - Еленовият гулден (на немски: Die Sage vom Hirschgulden);
  - Студеното сърце (на немски: Das kalte Herz);
  - Приключения на Саид (на немски: Saids Schicksale);
  - Стийнфолската пещера (на немски: Die Höhle von Steenfoll – Eine schottländische Sage).

### Романи
- Лихтенщайн (на немски: Lichtenstein);
- В градината с розите на крал Лаурин(на немски: In König Laurins Rosengarten)

### Сатирически произведения
- Човекът от Луната, или влечението на сърцето е гласът на съдбата  (на немски: Der Mann im Mond oder Der Zug des Herzens ist des Schicksals Stimme);
- Страници от мемоарите на Сатаната (на немски: Mittheilungen aus den Memoiren des Satan);
- Спорна проповед на Г. Клорен за „Човека от Луната“ (на немски: Controvers-Predigt über H. Clauren und den Mann im Mond)

### Разкази
- Отело  (на немски: Othello);
- Певицата (на немски: Die Sängerin);
- Просякът от Pont des Arts (на немски: Die Bettlerin von Pont des Arts);
- Евреинът Зюс (на немски: Jud Süß);
- Последният мариенбургски рицар (на немски: Die letzten Ritter von Marienburg);
- Портретът на императора (на немски: Das Bild des Kaisers);
- Фантазии в бременската общинска пивница, есенен подарък за любителите на виното (на немски: Phantasien im Bremer Ratskeller, ein Herbstgeschenk für Freunde des Weines);
- Книгите и четенето по света (на немски: Die Bücher und die Lesewelt);
- Безплатни часове на прозореца (на немски: Freie Stunden am Fenster);
- Клубът по естетика  (на немски: Der ästhetische Klub);
- Два часа пътуване (на немски: Ein Paar Reisestunden)

### Легенда
- Ройсенщайн (на немски: Der Reußenstein)